# Manzurahon Mamasaliyeva
Manzurahon Mamasaliyeva (* 16. Januar 1991) ist eine usbekische Gewichtheberin.

## Karriere
Mamasaliyeva wurde bei den Asienmeisterschaften 2007 Siebte in der Klasse bis 58 kg. 2010 nahm sie an den Weltmeisterschaften 2010 teil und belegte den 26. Platz. Bei den Asienmeisterschaften 2012 erreichte sie in der Klasse bis 69 kg den achten Platz. Bei der Universiade 2013 gewann sie die Bronzemedaille und bei den Weltmeisterschaften 2013 erreichte sie den zehnten Platz. 2014 wurde sie bei den Weltmeisterschaften bei der Dopingkontrolle positiv auf Clenbuterol getestet und für zehn Monate gesperrt.